# Stropy o konstrukcji zespolonej
W konstrukcjach zespolonych współpracują ze sobą elementy z różnych materiałów, z których normalnie wykonuje się samodzielne pracujące elementy konstrukcyjne: stalowe, betonowe, drewniane i inne. Konstruując tego rodzaju elementy budowlane jako zespolone uzyskuje się cechy stropów, które byłyby bardzo trudne lub niemożliwe przy wykorzystaniu standardowego rozwiązania.
Stropy stalowo-betonowe na blachach fałdowych.
W tego rodzaju rozwiązaniu wykorzystuje się stal w postaci blach fałdowych o różnym profilu, a także stalowe walcowane na gorąco. Stropy o konstrukcji zespolonej na blachach fałdowych znalazły powszechne zastosowanie w budynkach wysokich, w tym w obiektach zaliczanych do grupy najwyższych budynków wzniesionych na świecie. 
Strop na belkach drewnianych zespolonych z płytą żelbetową.
W rewaloryzacji stropów drewnianych, tam gdzie stan techniczny belek umożliwia dalsze ich wykorzystanie, została opracowana metoda wzmacniania tych stropów przez zespolenie belek z płytą żelbetową. Łączenie belek drewnianych z płytą żelbetową uzyskuje się za pośrednictwem łączników, zapewniających współpracę łączonych elementów.